# Kawasaki ZR-7

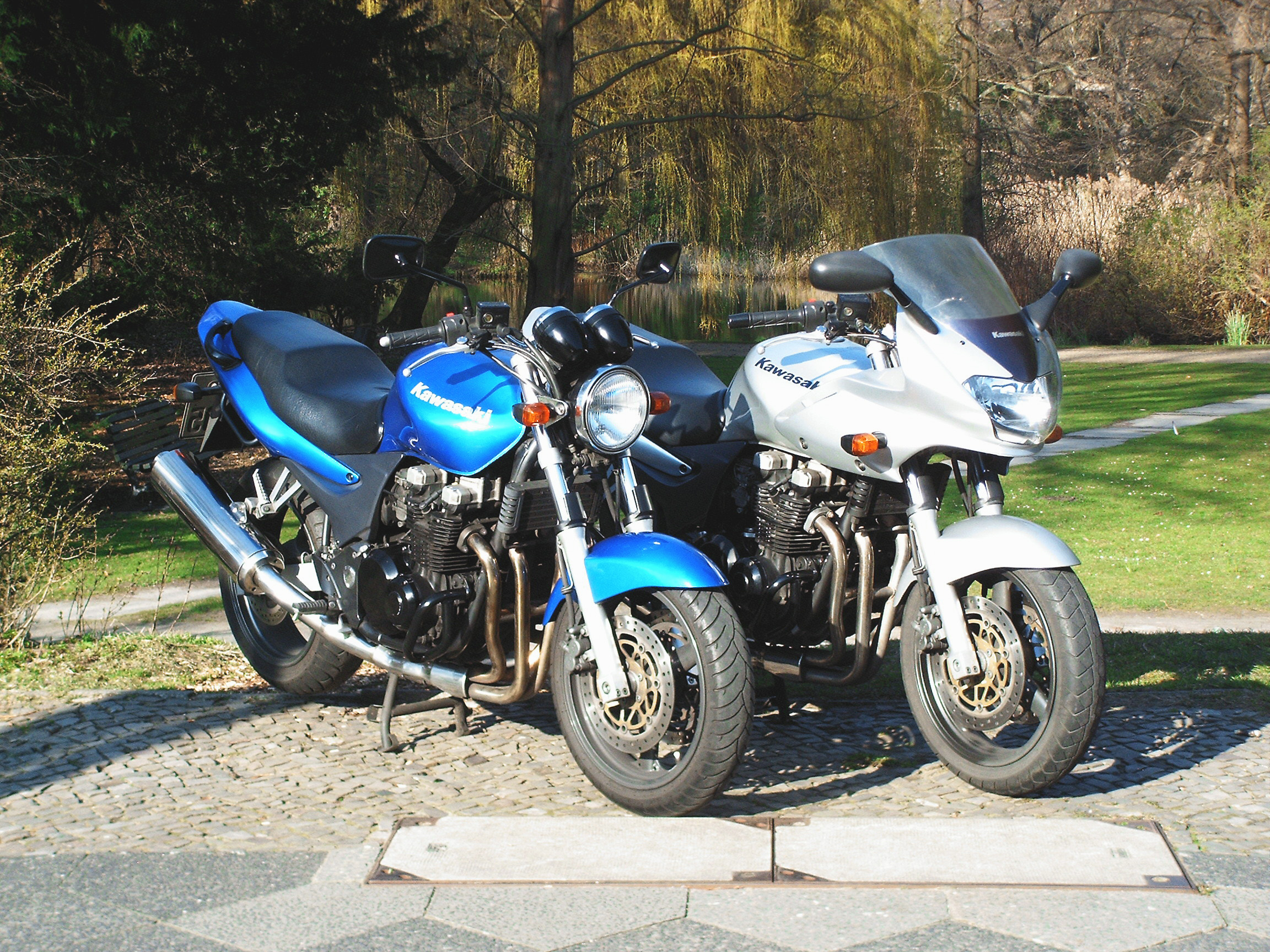
Kawasaki ZR-7 + ZR-7 S

Kawasaki ZR-7

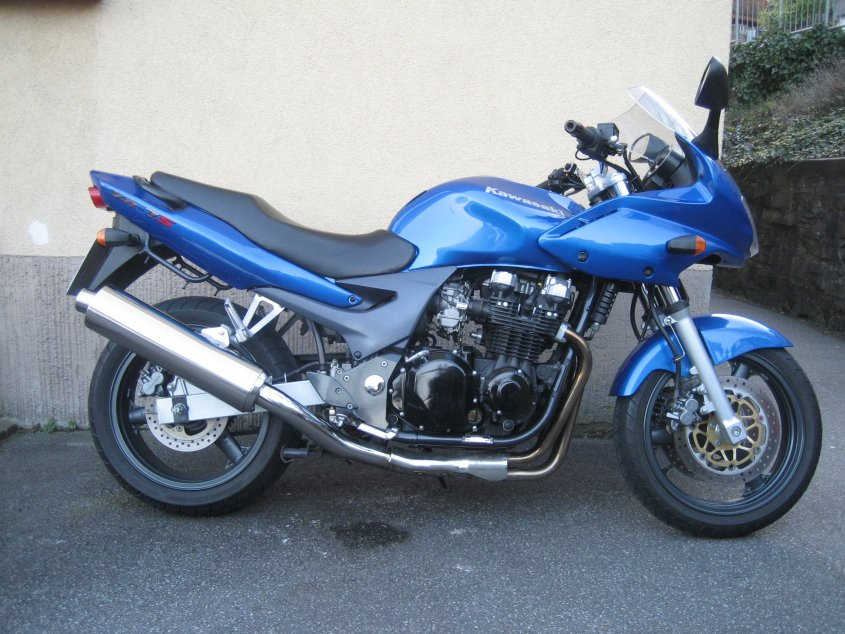
Kawasaki ZR-7 S

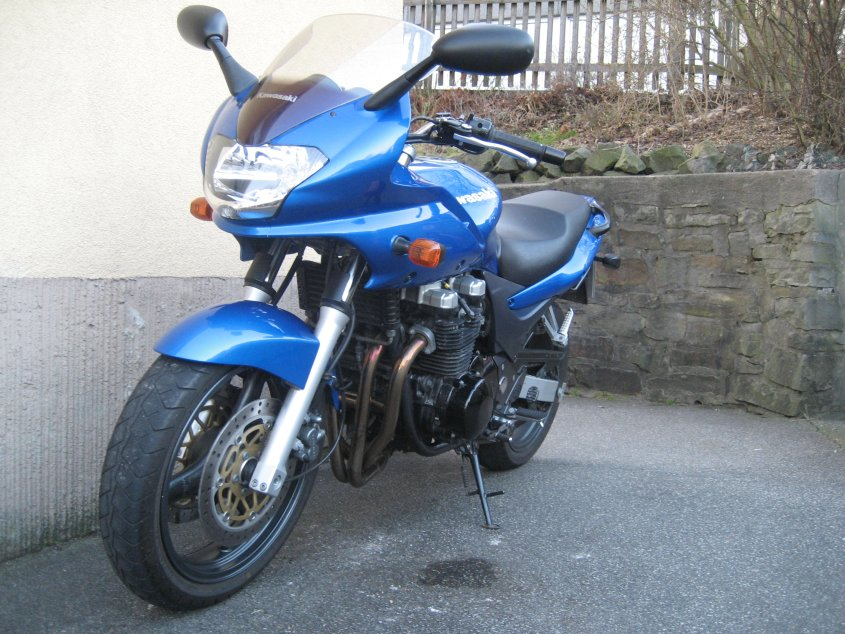
Kawasaki ZR-7 S – Front

Die Kawasaki ZR-7 ist ein Motorrad der Kategorie Naked Bike des japanischen Herstellers Kawasaki, das von 1999 bis 2004 verkauft wurde. Konkurrenzmodelle waren die Suzuki GSF 600, Yamaha Fazer und die Honda CB 600 F Hornet.

## Konzept
Kawasaki blieb bei dem Motorrad seiner Linie der vierzylindrigen, luftgekühlten Motoren mit dem traditionellen Hubraum von 750 Kubikzentimetern treu. Nach ihrer Einführung wurde die ZR-7 schnell Kawasakis meistverkauftes Motorrad in Deutschland. Die Einführung der Euro-3-Norm führte 2003 zum Produktionsstopp der ZR-7. Sie wurde von der Kawasaki Z 750 abgelöst.

## Vorgänger
Die ZR-7 ist ein von Grund auf neu konzipiertes Motorrad, für das Kawasaki von der Vorgängerin Zephyr 750 lediglich den Motor übernommen hat. Er wurde allerdings technisch überarbeitet.

Kawasaki ZR-7 Reihenvierzylinder

## Entwicklung
Neu gegenüber der Zephyr 750 waren unter anderem die automatische Verstellung des Zündzeitpunktes abhängig von Drosselklappenstellung und Drehzahl, K-TRIC (Kawasaki Throttle Responsive Ignition Control) genannt. Sie sorgt für eine verbesserte Gasannahme bei niedrigen Drehzahlen. Weiterhin wurde die ZR-7 um eine Schwimmerkammerheizung zur Verbesserung des Kaltstartverhaltens sowie des Kaltlaufes erweitert. Zusätzliche im Motorblock eingebaute Düsen sorgen für Kühlung durch Bespritzen der Kolben von unten mit Öl. Des Weiteren wurde die Förderleistung der Ölpumpe vergrößert, um die neuen Ölspritzdüsen versorgen zu können. Der Steuerkettenspanner wurde modifiziert, ein Kettenspanner an der Primärkette integriert und die Zahnflankenprofile im Getriebe geändert. Die Motoren wurden schwarz statt silberfarbig lackiert.
Auch das Auspuffsystem wurde überarbeitet. So wurde aus dem ursprünglichen 4-in-2-System eine 4-in-2-in-1-Anlage.

## Technische Daten

### Abmessungen und Gewichte
- Länge: 2105 mm
- Breite: 785 mm
- Höhe: 1215 mm
- Radstand: 1455 mm
- Bodenfreiheit: 130 mm
- Sitzbankhöhe: 800 mm
- Leergewicht: 228 kg
- Gewichtsverteilung:
  - vorne: 111 kg
  - hinten: 117 kg
- zulässiges Gesamtgewicht: 416 kg
- Tankinhalt: 22 l, davon 3,2 l Reserve

### Motor

#### Aufbau
- Typ: luft/ölgekühlter Reihenvierzylinder, Viertakt, zwei obenliegende Nockenwellen
- Bohrung × Hub: 66,0 × 54,0 mm
- Hubraum: 738 cm3
- Verdichtung: 9,5

#### Leistung
- Motorleistung: 56 kW (76 PS) bei 9500/min
- Max. Drehmoment: 63 Nm (6,4 mkp) bei 7500/min
- Höchstgeschwindigkeit: ca. 210 km/h (S-Version)
- Beschleunigung von 0 bis 100 km/h : 3,7 Sekunden
- Durchzug von 60 bis 140 km/h : 11,7 Sekunden

#### Gemischaufbereitung
- 4 × Keihin CVK32x4 Gleichdruckvergaser mit Drosselklappensensor
- 32 mm Durchlass,
- Leerlaufdrehzahl 1100/min

#### Zündelektrik
- Startsystem: Elektroanlasser
- Zündsystem: Transistorzündung
- Zündverstellung: Elektronisch (digital)
- Zündkerzen: NGK DR9EA oder ND X27 ESR-U
- Nummerierung der Zylinder: Von links nach rechts, 1-2-3-4
- Zündfolge: 1-2-4-3

#### Schmiersystem
- Druckumlaufschmierung: (Naßsumpf mit Kühler)

#### Schadstoffklasse
- Abgasreinigung: Sekundärluftsystem
- Schadstoffklasse: Euro 1 Norm durch Kawasaki Clean Air-Sekundärluftsystem KCA
- zulässiger dB(A) Wert der 4in1 Standard Abgasanlage : 90 dB(A)

### Triebwerk
- Primärübersetzung:
  - Übersetzung: 2,550 (27/23 × 63/29)
  - Kupplung: Mehrscheibenkupplung im Ölbad
- Getriebe:
  - Typ: 5-Gang, klauengeschaltet
  - Zahnräder ständig im Eingriff
- Übersetzungen:
  - 1. Gang 2,333 (35/15)
  - 2. Gang 1,631 (31/19)
  - 3. Gang 1,272 (28/22)
  - 4. Gang 1,040 (26/25)
  - 5. Gang 0,875 (21/24)
  - Gesamtübersetzung: 5,229 (5. Gang)

### Rahmen
- Typ: Doppelschleifen-Stahlrohrrahmen
  - Nachlaufwinkel: 25,5°
  - Nachlauf: 93 mm
- Vorderreifen: Alu-Gußräder, Typ Schlauchlos
  - Größe 120/70 ZR-17 (58W)
- Hinterreifen: Alu-Gußräder, Typ Schlauchlos
  - Größe 160/60 ZR-17 (69W)
- Reifendruck kalt, vorne und hinten: 2,5 bar
- Vorderradfederung:
  - Typ Telegabel, Standrohrdurchmesser 41 mm, nicht einstellbar
  - Federweg: 130 mm
- Hinterradfederung:
  - Zweiarmschwinge mit Zentralfederbein, über progressiv wirkende Hebel angelenkt (Uni-Track)
  - Zugstufendämpfung vierfach verstellbar (Werkseinstellung 2) und Federvorspannung siebenfach (Werkseinstellung 3)
  - Federweg: 130 mm
- Bremsen:
  - vorne: 300 mm Doppelscheibenbremse mit Doppelkolben-Schwimmsätteln
  - hinten: 240 mm Einscheibenbremse, Doppelkolben-Schwimmsattel

### Elektrik
- Batterie: 12 V 10 Ah
- Scheinwerfer: Typ Asymmetrisch
- Lichtmaschine: Typ Drehstrom
  - Nennleistung 22 A bei 5000/min, 14 V

### Inspektion
- Inspektionsintervall : 6000 km

## Modelljahre
Da die ZR-7 von Anfang an ein ausgereiftes Motorrad war, gab es seitens Kawasaki nur geringen Anlass zu Modifikation.

### 1999
Markteinführung der ZR-7
Farben: Blau, Rot und Gold

### 2001
Markteinführung der ZR-7 S
Beide Modelle bekamen härtere Gabelfedern und wurden in der Dämpfung straffer eingestellt.
Farben: Blau, Silber und Rot

### 2003
Die unverkleidete Variante wurde um eine automatische Tagfahrlichtfunktion ergänzt.

## Zulassungszahlen
Zulassungen von 1999 bis 2003 lt. Kawasaki Deutschland
- ZR-7
  - ZR-750F1 (Modelljahr 1999 und 2000): 6247 Einheiten
  - ZR-750F3 (Modelljahr 2001 und 2002): 1056 Einheiten
  - ZR-750F5 (Modelljahr 2003): 331 Einheiten
- ZR-7 S
  - ZR750-H1 (Modelljahr 2001 und 2002): 3162 Einheiten
  - ZR750-H3 (Modelljahr 2003): 1260 Einheiten